# كارل البرتي
كارل البرتي (بالألمانية: Karl Alberti)‏ هو مدرس ألماني، ولد في 15 ديسمبر 1856 في آش ‏ في التشيك، وتوفي في 1953 في بايرويت في ألمانيا.